# Ostpreußenhilfe

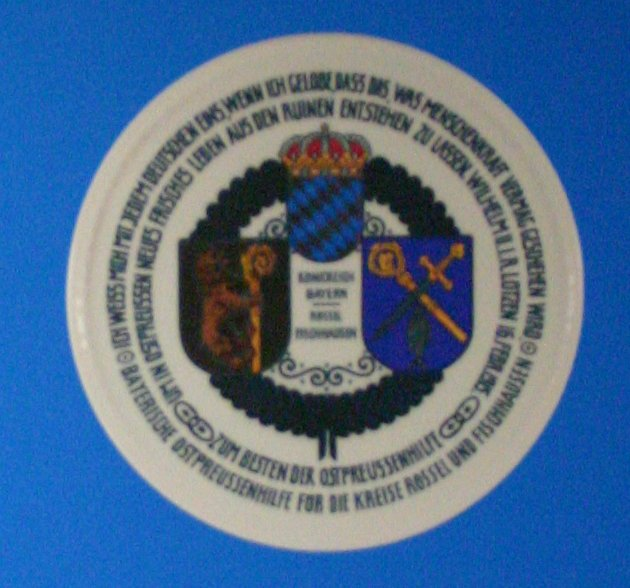
Patenschaftsteller der Bayerischen Ostpreußenhilfe für die Kreise Rößel und Fischhausen vom Oktober 1917

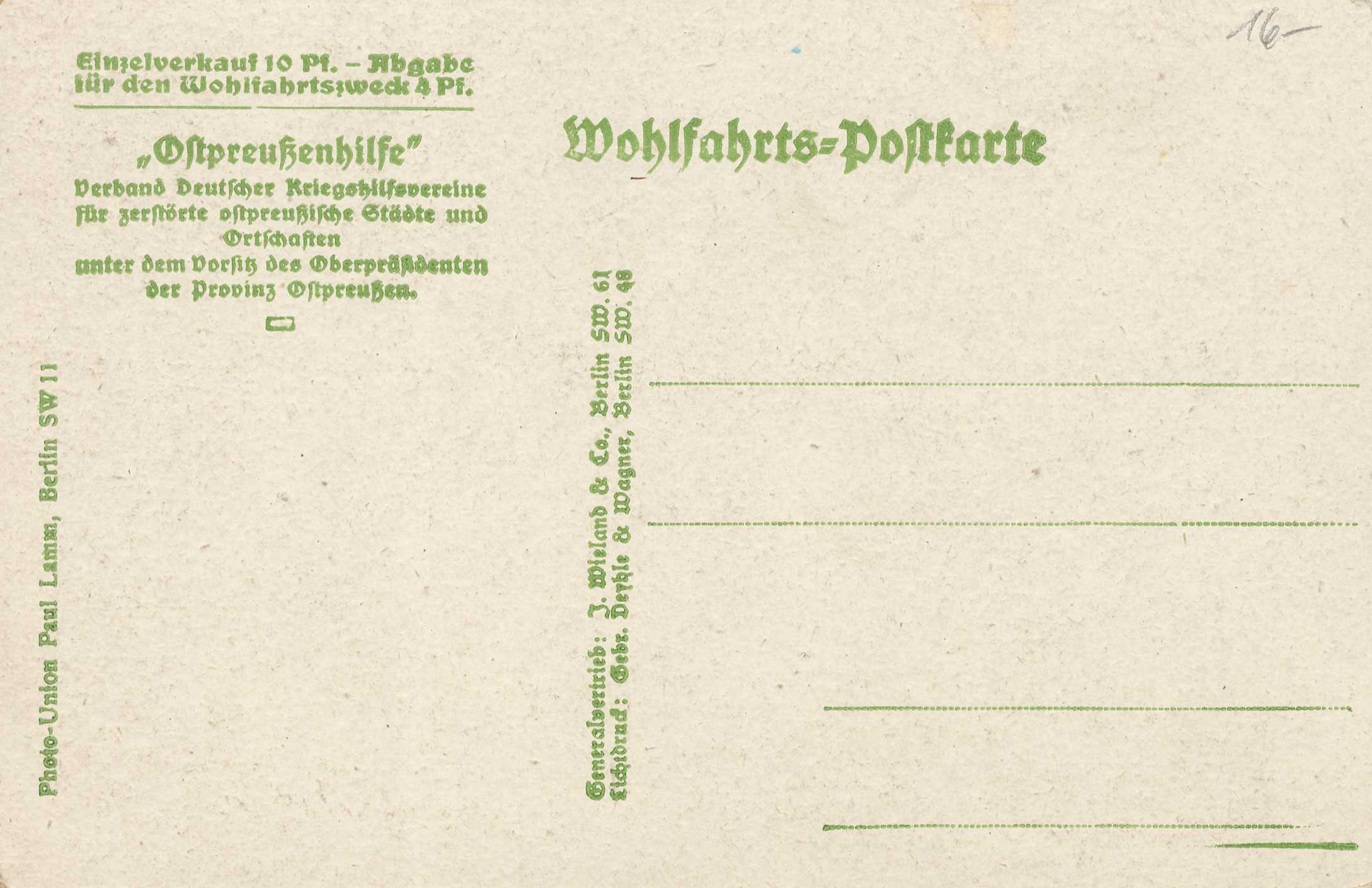
Adressseite einer Ansichtskarte mit Aufdruck für die Ostpreußenhilfe

Die Ostpreußenhilfe wurde im Ersten Weltkrieg nach einem Aufruf des ehemaligen ostpreußischen Landrates des Kreises Gumbinnen, und Polizeipräsidenten von Berlin, Bernd von Lüdinghausen genannt Wolff vom 16. März 1915 gegründet. Die Ostpreußenhilfe bildete die Basis für die spätere, auf das ostelbische Deutschland ausgeweitete Osthilfe.

## Geschichte
Nach dem Einfall russischer Armeen im Jahre 1914 waren in Ostpreußen 39 Städte und über 1900 Ortschaften zerstört, 40.000 Gebäude verbrannt und weitere 60.000 beschädigt, 135.000 Pferde und über 250.000 Stück Rindvieh verloren – ein Gesamtschaden von mehr als 1,5 Mrd. Mark.
Bereits vorher, am 4. März 1915, gründete sich die Münchener Ostpreußenhilfe. Diese Hilfsaktion unterschied sich von anderen dadurch, dass kein Geld in das durch die Ereignisse zerstörte Land geschickt wurde, sondern mit den gesammelten Mitteln Hauseinrichtungen beschafft wurden. Dazu richtete man 1915 im Festsaal des damaligen Münchner Polizeigebäudes – des heutigen Fischerei- und Jagdmuseums – 27 Musterzimmer ein, die von verschiedenen Architekten entworfen wurden. Über 40.000 Besucher besichtigten die Ausstellung und spendeten Einrichtungsgegenstände oder auch ganze Zimmer nach diesen Mustern, die dann bei Schreinerbetrieben in München und Umgebung gefertigt wurden.
Nach fünfmonatiger Werbe- und Sammeltätigkeit verfügte die Münchener Ostpreußenhilfe über etwa 450.000 Mark, mit denen 833 Zimmereinrichtungen finanziert wurden. Daneben wurden 40 Eisenbahnwaggons mit gebrauchter Kleidung sowie gebrauchtes Mobiliar nach Ostpreußen gebracht.
61 derartige Hilfsvereine hatten sich deutschlandweit in dieser Zeit zur „Ostpreußenhilfe“ zusammengeschlossen und die Patenschaft über einen kriegszerstörten Landkreis oder eine Stadt übernommen. Patenstädte waren beispielsweise Bremen (für die ehemals östlichste Stadt Deutschlands, Schirwindt), Köln (für Neidenburg), Leipzig (für Hohenstein/Ostpr), Mannheim (für die Stadt Memel), Wiesbaden (für Eydtkuhnen) oder Berlin – gemeinsam mit Wien – für die Stadt Ortelsburg. Der ungarische Staat engagierte sich beim Wiederaufbau des Kreises Gerdauen und die Stadt Kassel für die Stadt Stallupönen. Für den Landkreis Tilsit übernahm die preußische Provinz Schleswig-Holstein die Patenschaft ab 1917. Die Architektur im Siedlungsbau orientierte sich dabei an der klassischen Moderne und am Heimatschutzstil. Bereits 1914 trat eine Kriegshilfekommission zusammen. Als Architekten wirkten dort beispielsweise Otto W. Kuckuck (Königsberg(Pr.)), Hugo Wagner (Berlin) und Heinz Stoffregen (Bremen) mit. In Beratungsstellen vor Ort wurden die jeweiligen Entwürfe gesichtet und danach im Sinne eines ortsspezifischen einheitlichen Städtebaukonzeptes darüber entschieden.
Für größere Spenden gab es den „Patenschaftsteller“, der von der Königlich-Preußischen Porzellan-Manufaktur Berlin mit Wappen und Namen des Paten und des Patenschaftsnehmers sowie mit einem Satz aus einem kaiserlichen Telegramm vom 16. Februar 1915 versehen war.